# Dumb and Dumberer: When Harry Met Lloyd
Dumb and Dumberer: When Harry Met Lloyd (Brasil: Debi & Lóide 2 - Quando Debi Conheceu Lóide / Portugal: Doidos à Solta: Quando Harry conheceu Lloyd) é um filme de comédia estadunidense de 2003. É o segundo filme da franquia Dumb and Dumber, sendo a prequela do primeiro filme; foi dirigido por Troy Miller.
When Harry Met Lloyd foi mal recebido pela crítica, no entanto alcançou um modesto sucesso de bilheteria, recebendo pouco menos de quarenta milhões de dólares de receita mundial. Seu subtítulo é inspirado no filme When Harry Met Sally...

## Enredo
Em 1986, o adolescente Harry Dunne finalmente tem a chance de frequentar uma escola regular após ter aulas particulares com sua mãe; ao mesmo tempo, o também jovem Lloyd Christmas foi adotado e trocado por várias vezes até ser finalmente aceito pelo zelador da escola que Harry estudará, Ray. Harry encontra Lloyd no caminho para a escola, em busca de um "tesouro" que sua mãe pediu que ele encontrasse e, como se fosse o destino, os dois instantaneamente se tornaram melhores amigos. Lloyd apresenta Harry a seu "amigo", Turk, o valentão da escola cuja principal função na vida parece ter tornado a vida de Lloyd miserável. Depois de colocar Lloyd em uma lata de lixo, Turk levanta os dois amigos no mastro da bandeira do colégio.
Enquanto isso, o corrupto diretor Collins está procurando uma maneira de obter uma grande quantia de dinheiro para conseguir um condomínio em Waikiki, no Havaí, para ele e sua namorada, Heller, que é a moça da cantina. Ao ver Harry e Lloyd sendo içados no mastro da bandeira, o diretor Collins estabelece uma classe falsa de "alunos excepcionais" para roubar cem mil dólares de um ex-aluno excepcional chamado Richard Moffit. Obviamente, Harry e Lloyd estão mais do que entusiasmados em ajudar, desconhecendo a verdadeira intenção do diretor e, assim, encontram-se inscrevendo outros alunos que são "excepcionais" o suficiente para a classe. Estes incluem um turco relutante, um adolescente chamado Toby que quebrou a perna e o braço em um acidente de skate (a qual Lloyd acredita ser um "menino aleijado"), a linda namorada de Toby chamada Terri, o nerd Lewis, que Harry e Lloyd acreditam ser um centauro depois de vê-lo seminu em seu uniforme de mascote de cavalo, Cindy (também conhecida como "Ching-Chong"), uma estudante de intercâmbio chinesa que mais tarde se torna namorada de Turk, e Carl, um jogador de futebol americano que se lesiona depois de uma partida na escola. Heller se torna a professora da turma falsa e dá suas aulas para os alunos no galpão de ferramentas de Ray.
Jessica Matthews, uma bela estudante e insistente repórter do jornal da escola, suspeita da súbita contribuição de Collins. Jessica convida Harry para jantar em sua casa e pede informações a ele; Harry, que pensa que ela está flertando com ele, pede para Lloyd encontrá-lo do lado de fora da casa da garota para obter dicas de namoro. Um desastre repulsivo envolvendo o banheiro de Jessica e uma barra de chocolate derretida, que é confundida por fezes, faz o pai e a mãe da garota surtarem, direcionando inadvertidamente a atenção da garota para Lloyd, que é beijado sem intenção por ela sendo visto por Harry; com isso, Harry e Lloyd brigam por Jessica, sem que ela saiba exatamente o motivo, o que faz com que Harry rompa sua amizade com Lloyd, ficando brigados. Inevitavelmente, os dois reatam sua amizade quando Harry e Lloyd percebem que não são nada um sem o outro. Eles posteriormente encontram o baú do diretor Collins em seu escritório, que contém evidências de todos os golpes que ele e Heller já fizeram, a qual Lloyd confunde com o "tesouro" que Harry estava procurando.
No dia seguinte o diretor Collins dá por falta de seu baú em sua sala e Heller acusa falsamente Jessica de pegá-lo. Enquanto isso, a turma de alunos excepcionais constrói um carro alegórico de George Washington para o desfile de Ação de Graças. No entanto, depois que Lloyd e Harry descobrem as evidências de Collins numa fita cassete, eles mudam a alegoria para se parecer com o diretor; depois que a classe descobre as más intenções do diretor, eles concordam em representá-lo no carro alegórico. Antes de trazer o carro alegórico para o desfile, eles chamam a polícia.
Durante o evento, o superintendente do distrito escolar toma a pose de um detetive da polícia como Richard Moffit, para fazer com que Collins aceite o cheque da bolsa, sendo assim pego em flagrante. Eventualmente, a turma de alunos excepcionais apresenta seu carro alegórico ao público e escancara os crimes do diretor Collins e da Sra. Heller ao reproduzir as gravações da fita cassete em alto-falantes, expondo-os para todos. Antes que o diretor Collins e Heller escapem com o dinheiro, elas são detidos pela polícia, sendo finalmente presos. Jessica é grata por Harry e Lloyd e os considera heróis, no entanto, assim como ocorreu no primeiro filme, os avanços da dupla com Jessica são em vão, pois eles ficam sabendo que Jessica tem um namorado; este elogia Harry e Lloyd por expor os planos de Collins e Heller e vai embora com Jessica.
Harry e Lloyd juram nunca mais brigar e arriscar sua amizade por uma mulher, mas ao voltarem para casa, eles são abordados por Fraida Felcher e sua irmã gêmea, Rita em uma Ferrari 308 GTB/GTS vermelha, que oferecem levá-los para visitar uma nova faculdade só para garotas junto com elas; depois que Harry e Lloyd entram em outro debate sobre qual garota eles querem, Lloyd recusa a oferta de resolver o debate e dispensa as duas estupidamente, deixando Fraida e Rita furiosas, sujando Harry de lama ao saírem com o carro. O pai de Jessica aparece dirigindo seu Mercedes e acidentalmente atropela em Harry, sujando todo o pára-brisa e o capô do veículo com lama; o pai de Jessica reconhece Harry e pensa que o seu carro está coberto de fezes, assim como aconteceu com o banheiro de sua casa; Harry e Lloyd então decidem se afastar dele calmamente enquanto ele resmunga com o seu carro sujo.

## Elenco
- Eric Christian Olsen - Lloyd Christmas
- Derek Richardson - Harry Dune (Debi)
- Rachel Nichols - Jessica Mathews
- Eugene Levy - Diretor Collins
- Cheri Oteri - Sra. Heller
- Luis Guzmán - Ray Christmas
- Mimi Rogers - Sra. Dune
- Shia LaBeouf - Lewis
- Elden Henson - Turk
- William Lee Scott - Carl
- Michelle Krusiec - Cindy "Ching-Chong"
- Josh Braaten - Toby
- Teal Redmann - Terri
- Bob Saget - Walter Matthews / "Charlie"
- Julia Duffy - Sra. Matthews
- Brian Posehn - Balconista da loja de conveniência Big "A"
- Lin Shaye - Margie, a motorista do micro-ônibus especial
- Julie Costello - Fraida Felcher
- Shawnie Costello - Rita Felcher
- Timothy Stack - Médico no Parto de Debi

## Produção
A maior parte do filme foi rodada em Atlanta; muitas cenas da escola foram filmadas na Walton High School em Marietta, Geórgia, e na Atlanta International School no Condado de Fulton.[carece de fontes?] Os irmãos Farrelly, Peter e Bobby, que co-escreveram e dirigiram o filme original, não tiveram nenhum envolvimento nesse filme, assim como Jim Carrey e Jeff Daniels, que interpretaram Lloyd e Harry em Dumb & Dumber. Embora Peter Farrelly tenha dito que nunca viu a prequela, ele afirmou que em nenhum momento foi contra a realização do filme e que também desejou boa sorte aos seus produtores.
Logo após a estréia da série South Park em 1997, os criadores do desenho, Trey Parker e Matt Stone, estavam originalmente programados para escrever o roteiro do filme. No entanto, devido a conflitos de agendamento, em 2000 eles optaram por anunciar para a New Line Cinema sua desistência no projeto.

## Recepção

### Bilheteria
Em seu fim de semana de estréia, Dumb and Dumberer: When Harry Met Lloyd arrecadou US$ 10,8 milhões em 2.609 cinemas nos Estados Unidos e no Canadá. No final de seu circuito nos cinemas, o filme acumulou US$ 26,3 milhões no mercado interno e US$ 13 milhões internacionalmente, num total mundial de US$ 39,3 milhões, contra um orçamento de US$ 19 milhões.

### Resposta crítica
Dumb and Dumberer: When Harry Met Lloyd foi mal recebido pela crítica especializada. O site de agregação de críticas Rotten Tomatoes dá uma classificação de 10% com base em avaliações de 119 críticos, dando-lhe uma pontuação média de 2,8/10 sob o seguinte consenso crítico: "Essa prequela esfarrapada induz mais lamentações do que risos". No Metacritic o filme obtém a pontuação 19/100, com base em 28 resenhas, indicando "aversão esmagadora".

### Indicações a prêmios
| Cerimônia                 | Data da cerimônia | Categoria                            | Recipiente(s)                           | Resultado |
| ------------------------- | ----------------- | ------------------------------------ | --------------------------------------- | --------- |
| Framboesa de Ouro         | 2004              | Pior Remake ou Sequência             |                                         | Indicado  |
| Framboesa de Ouro         | 2004              | Pior Roteiro                         | Robert Brener e Troy Miller             | Indicado  |
| Framboesa de Ouro         | 2004              | Pior dupla                           | Eric Christian Olsen e Derek Richardson | Indicado  |
| Stinkers Bad Movie Awards | 2004              | Pior Filme                           |                                         | Indicado  |
| Stinkers Bad Movie Awards | 2004              | Comédia mais dolorosamente sem graça |                                         | Indicado  |